# شاین (اکلاهما)
شاین(به انگلیسی: Cheyenne) شهری در ایالت اکلاهما کشور ایالات متحده آمریکا است که جمعیت آن در سرشماری سال ۲۰۱۰ میلادی، ۸۰۱ نفر بوده‌است.